# Jozef Cantré
 (avril 2018).
Si vous disposez d'ouvrages ou d'articles de référence ou si vous connaissez des sites web de qualité traitant du thème abordé ici, merci de compléter l'article en donnant les références utiles à sa vérifiabilité et en les liant à la section « Notes et références ».
Jozef Cantré, né le 26 décembre 1890 à Gand (Belgique) et mort le 29 août 1957 dans cette même ville, est un dessinateur, graveur sur bois et sculpteur belge. Il est un des acteurs du développement de l'expressionnisme flamand durant l'entre-deux-guerres. Il est le frère de Jan Frans Cantré.

## Biographie
Jozef Cantré étudie les arts à l'Académie royale des beaux-arts de Gand, où il est l'élève de Jean Delvin. Il côtoie Frans Masereel, également étudiant, avec qui il se lie d'amitié. Pendant la Première Guerre mondiale, il étudie la littérature à l'université den Bissing, fondée par les allemands. À la fin de la guerre, il fuit la Belgique pour les Pays-Bas, où il vit de 1918 à 1930, d'abord à Blaricum puis à Oosterwijk. Il ne revient à Gand qu'après l'annulation, en 1929, de la peine de prison de cinq ans à laquelle il avait été condamné en 1920 pour ses agissements pendant la guerre.
En 1923, il effectue un voyage à Berlin, durant lequel il devient ami avec l'écrivain Georg Kaiser. Il fréquente Zadkine et Ernst Ludwig Kirchner.
Durant les années 1920, il publie dans de nombreuses revues d'avant-garde belges et néerlandaises, dont la revue Lumière. Il est alors rattaché au groupe des Cinq (« De Vijf ») auxquels appartiennent également son frère Jan Frans, Frans Masereel, Joris Minne et Henri Van Straten. Il illustre également de nombreux livres durant cette période.
En 1937, il est récompensé d'une médaille lors de l'exposition internationale de Paris pour son illustration des textes du poète Karel van de Woestijne.
De 1941 à 1946, Jozef Cantré enseigne à La Cambre.
En 1951, il est récompensé du prix Angelo pour la gravure lors de la 16e Biennale de Venise.

## Œuvres
Ses premières sculptures, réalisées vers 1909, sont influencées par le travail de Constantin Meunier et George Minne. Jozef Cantré embrasse ensuite le mouvement expressionniste et est marqué par le fauvisme et le cubisme.
Son œuvre sculpté et son œuvre gravé entretiennent de fort liens.

### Sculpture
Jozef Cantré exprime une prédilection pour la taille directe, et la sculpture en bois ou en pierre.
Il réalise au cours de sa carrière nombreuses sculptures monumentales. Lors de son séjour aux Pays-Bas, il reçoit plusieurs commandes, notamment des statues colossales pour des édifices religieux (église de Heeswijk en 1926 ; église du Sacré-Cœur à Hilversum). En 1938, il signe le monument dédié au socialiste Édouard Anseele à Gand et une œuvre pour le tribunal d'Ostende.

### Gravure
Jozef Cantré a surtout pratiqué la gravure sur bois. Nombre de ses estampes ont été conçues pour illustrer des textes. Plusieurs de ses bois originaux sont conservés à la chalcographie de Bruxelles (KBR).